# SS-520
SS-520 — японская твердотопливная ракета. Предшественником SS-520 является геофизическая ракета S-520. Ракета изготавливается компанией IHI Aerospace

## SS-520. Геофизическая версия
Геофизическая двухступенчатая  версия ракеты запускалась Институтом космических исследований и астронавтики Японии (англ. Institute of Space and Astronautical Science, ISAS) для проведения научных исследований в магнитосфере и в условиях микрогравитации. Ракета изготавливается компанией IHI Aerospace.
Позволяет выполнять суборбитальные запуски с нагрузкой до 140 кг на высоту до 800 км.
Высота ракеты составляет 9,65 м, диаметр — 0,52 м, масса — 2,6 т.
Первая ступень сделана на основе твердотопливной одноступенчатой метеорологической ракеты S-520.
Корпус двигателя выполнен из высокопрочной стали HT-140. Вертикальные стабилизаторы, расположенные в нижней части первой ступени, обеспечивают управление ракетой во время полёта.
Вторая ступень выполнена полностью из углепластикового композиционного материала. Обе ступени используют твёрдое ракетное топливо на основе HTPB. Головной обтекатель выполнен из стеклотекстолита.
Стабилизация ракеты в полёте осуществляется закруткой вдоль продольной оси с помощью стабилизаторов. Стабилизаторы выполнены в виде трёхслойного сендвича из алюминиевых сот покрытых обшивкой из угле- и стекло-пластика. Передняя кромка стабилизаторов изготовлена из титана.
Первый запуск состоялся с пусковой установки в Космическом центре Утиноура 5 февраля 1998 года. Второй запуск состоялся 4 декабря 2000 года со стартовой площадки SvalRak возле городка Ню-Олесунн на архипелаге Шпицберген в Норвегии.

### Список запусков
| № | Дата и время (UTC)      | Версия    | Стартовая площадка         | Полезная нагрузка | Орбита               | Результат |
| - | ----------------------- | --------- | -------------------------- | ----------------- | -------------------- | --------- |
| 1 | 5 февраля 1998,         | SS-520 №1 | Космический центр Утиноура | ENA/EPS/LAP       | Геофизический запуск | Успех     |
| 1 | Достигла высоты 750 км  |           |                            |                   |                      |           |
| 2 | 4 декабря 2000,         | SS-520 №2 | Svalbard Rocket Range      | Ion Outflow       | Геофизический запуск | Успех     |
| 2 | Достигла высоты 1108 км |           |                            |                   |                      |           |
| 3 | 4 ноября 2021,          | SS-520 №3 | Svalbard Rocket Range      | Ion Outflow       | Геофизический запуск | Успех     |
| 3 | Достигла высоты 750 км  |           |                            |                   |                      |           |

## SS-520. Версия для орбитальных запусков
Ракета создана путём добавления третьей ступени к высотной исследовательской ракете SS-520 и соответствующей доработки бортовых систем. В третьей ступени так же используются твёрдое ракетное топливо на основе HTPB.
Высота ракеты — 9,54 м, стартовая масса — 2,6 т. Может вывести на НОО полезную нагрузку весом более 4 кг. Тяга двигателя первой ступени составляет 14,6 тонн (145—185 кН), удельный импульс — 265 с. Масса топлива первой ступени — 1587 кг, второй — 325, третьей — 78. Ориентацию ракеты после отделения первой ступени обеспечивают система яп. ラムライン (Ramurain) — четыре импульсных двигателя, работающих на сжатом азоте. Азот хранится в баке объёмом 5,7 л при давлении 230 бар. Система управления и передачи телеметрии создана компанией Canon Electronics. Третья ступень не имела телеметрической системы. Для определения окончательных параметров орбиты на ней был установлен GPS-датчик, передававший сигнал через систему Иридиум.
Одной из особенностей ракеты-носителя является широкое использование не специализированных, а доступных потребительских компонентов. Это сделано для снижения стоимости ракеты-носителя, что влияет на стоимость запуска полезной нагрузки.
Первый пуск был профинансирован Министерством экономики, торговли и промышленности; стоимость запуска около 400 млн иен (3,5 млн USD)
На момент запусков это была самая маленькая ракета-носитель для запуска полезной нагрузки на околоземную орбиту.

### Список запусков
| № | Дата и время (UTC) | Версия    | Стартовая площадка         | Полезная нагрузка  | Орбита | Результат | NSSDC ID  | SCN   |
| - | --- | --------- | -------------------------- | ------------------ | ------ | --------- | --------- | ----- |
| 1 | 14 января 2017, | SS-520 №4 | Космический центр Утиноура | TRICOM-1           | НОО    | Неудача   |           |       |
| 1 | Запуск приблизительно 3-килограммового 3U-кубсата TRICOM-1 разработанного Университетом Токио и оборудованного пятью камерами для съёмки поверхности Земли и коммуникационным терминалом для ретрансляции радиосигнала. Планировалось вывести спутник на орбиту с параметрами 180 × 1500 км, наклонение 31° На 20-й секунде полёта пропала телеметрия получаемая с ракеты; ракета достигла пи́ковой высоты около 190 км, после чего упала в Тихий океан. Расследование показало, что наиболее вероятной причиной аварии стало короткое замыкание электропроводки: во время полёта, из-за температуры и вибрации перетёрлась и нарушилась изоляция провода, проходящего по алюминиевому корпусу ступени. |           |                            |                    |        |           |           |       |
| 2 | 3 февраля 2018, | SS-520 №5 | Космический центр Утиноура | Tasuki (TRICOM-1R) | НОО    | Успех     | 2018-016A | 43201 |
| 2 | В связи с неудачей предыдущего запуска РН претерпела часть изменений включая защиту жгута электропроводки между второй и третьей ступенью. Орбита 187 × 2012 км |           |                            |                    |        |           |           |       |